# Ото I фон Дахау-Фалай
Ото I фон Дахау-Фалай (на немски: Otto I von Dachau-Valley, von Scheyern-Dachau-Valley; † сл. 5 ноември 1130) от род Вителсбахи, е граф на Дахау (1124), граф на Фалай (1124/1125) и граф на Груб-Заксенкам, фогт на Бернрид ам Щарнбергер зе в Бавария. Той основава страничната линия „von Scheyern-Dachau-Valley“.

## Живот
Той е четвъртият син на граф Арнолд I фон Шайерн († 1123) и съпругата му Беатрис фон Райперсберг († сл. 1124), наследничка на Графство Дахау, дъщеря на граф Куно фон Райперсберг.
Ото I се жени ок. 1139 г. за Аделхайд фон Тюбинген († сл. 4 декември 1123), незаконна дъщеря на пфалцграф Хуго I фон Тюбинген († ок. 1152) или дъщеря на Гебино I фон Вайлхайм и съпругата му фон Заксенкам, дъщеря на Адалберо фон Заксенкам. От съпругата си той получава Груб-Заксенкам. През 1122 г. той основава Бернрид ам Щарнбергер зе и става там фогт. През 1124 г. той получава Дахау и графството Фалай.

## Деца
Ото I и Аделхайд имат децата:
- Конрад I фон Фалай († ок. 1162), женен за Агнес
- Гебхард фон Фалай (fl 1121)
- Ото II фон Фалай († 1170/72)
- Аделхайд фон Фалай, омъжена I. за граф Зигфрид I фон Лебенау, II. за Енгелберт II († ок. 1189), граф на Гьорц, маркграф на Истрия
- Матилда фон Фалай, омъжена за граф Арнолд фон Морит и Грайфенщайн († 1166)